# 安德烈斯·瓜尔达多
何塞·安德烈斯·瓜尔达多·埃尔南德斯（José Andrés Guardado Hernández，1986年9月28日—），墨西哥足球運動員，场上司职中場及左閘。效力于墨西哥球队萊昂。他以左路长距离的冲刺，快速犀利的突破而闻名。

## 俱乐部生涯

### 阿特拉斯
瓜尔达多的职业生涯始于墨西哥国内球队阿特拉斯，在他仅有18岁的时候，就已经代表阿特拉斯俱乐部出战了第一场墨西哥联赛。在这之后，瓜尔达多迅速成为俱乐部不可或缺的重要力量，他代表球队打了64场比赛，并且打进6个进球。2007年夏天，拉科鲁尼亚击败众多竞争对手，以525万欧元购得瓜尔达多75%所有权，完全转会的金额将达到700万欧元。

### 拉科鲁尼亚
在2007年7月24日，瓜尔达多在拉科鲁尼亚的主场里亚索球场亮相，他向人们展示了他的18号球衣，这同他在墨西哥国家队的号码一致。拉科鲁尼亚主教练洛蒂纳盛赞了这名年轻小将的天赋，并且声称他将会成为球队重要的一员。
接下来的2007-2008赛季，瓜尔达多的表现确实并未让人们失望，他为球队打进了5个联赛进球，并且奉献3次助攻。球队在赛季结束后获得了参加圖圖盃的资格。
2008-2009赛季，瓜尔达多由于伤病，参赛场次依然不多，联赛进球数下降到2个，但助攻数则增加了一倍还多。由于他的出色表现，不断有媒体将他同一些豪门联系在一起，其中就包括巴塞罗那。

## 国家队生涯
2005年，仅仅在瓜尔达多首次代表阿特拉斯出战联赛之后4个月，他就得到了墨西哥国家队的召唤，在同匈牙利队的友谊赛里出场。作为墨西哥国家队的成员，瓜尔达多先后参加了2006年德国世界杯、2007年中北美及加勒比金杯赛、2007年美洲杯等重大赛事。

## 个人生活
2006年，他与妻子，同为墨西哥人的布莉亚娜·莫拉雷斯喜结连理。

## 趣闻
- 瓜尔达多还未转会欧洲之前，便已经为球迷们所熟知——原因是在著名的“足球经理”游戏里，已经将他列为十大“妖人”。
- 中国大陆的拉科鲁尼亚球迷喜欢亲昵地称呼瓜尔达多叫“瓜瓜”。

## 荣誉

### 国家队
墨西哥队
- 中北美及加勒比金杯赛
  - 亚军(1): 2007
- 美洲杯
  - 季军(1): 2007

### 個人
拉科鲁尼亚
- 俱乐部年度最佳球员,2007-2008